# Erich Ribbeck
Pour les articles homonymes, voir Ribbeck.
Erich Ribbeck (né le 13 juin 1937 à Wuppertal, Rhénanie-du-Nord-Westphalie) est un joueur de football allemand qui est devenu un entraîneur renommé.

## Le joueur
En tant que joueur, il n'eut pas une grande carrière, qui s'étendit du début des années 1950 au début des années 1960. Il joua au Wuppertaler SV, avant de rejoindre le Viktoria Cologne. Le niveau le plus haut où Ribbeck a joué est la 2e Division Allemande. 

## L'entraîneur
Il remporta son unique trophée lorsqu'il remporta la Coupe de l'U.E.F.A. 88 avec le Bayer Leverkusen. Lors de la finale retour, Leverkusen parvient à remonter son retard de 3 buts et gagne aux tirs au but.
En 1998, après quelques années sabbatiques, il sort de sa retraite en prenant les rênes de l'Equipe Nationale d'Allemagne à la suite des refus des autres candidats. Ses deux ans de pouvoir à la tête de l'équipe marquent l'une des périodes les plus médiocres du football allemand. En effet, lors de l'Euro 2000, l'Allemagne, championne d'Europe en titre, se fait éliminer dès le premier tour sans la moindre victoire. Sous pression de la critique, Ribbeck démissionne.